# Glyptothorax saisii
Glyptothorax saisii är en fiskart som först beskrevs av Jenkins, 1910.  Glyptothorax saisii ingår i släktet Glyptothorax och familjen Sisoridae. IUCN kategoriserar arten globalt som sårbar. Inga underarter finns listade i Catalogue of Life.